# Războaiele de independență ale statelor hispano-americane
Războaiele de independență ale statelor hispano-americane au fost seria de războaie împotriva guvernării imperiale spaniole în America Spaniolă care au avut ca obiectiv obținerea independenței politice. Războaiele au avut loc la începutul secolului al XIX-lea, după invadarea Spaniei de către francezi în timpul războaielor napoleoniene. Deși au existat încercări de stabilire a unei identități separate a hispano-americanilor ("creole") diferită de cea spaniolă-iberică, independența politică nu a fost la început obiectivul majorității americanilor spanioli, iar obținerea ei nu a fost necesară în mod obligatoriu. După revenirea la putere a lui Ferdinand al VII-lea în 1814 și respingerea de către monarh a constituției liberale spaniole din 1812, monarhia și liberalii și-au înăsprit atitudinea față de posesiunile de peste mări în egală măsură, ceea ce a provocat în colonii o radicalizare spre obținerea independenței politice.
Conflictele violente au izbucnit în 1809, când efemerele juntele de guvernare înființate în Chuquisaca și Quito s-au opus conducerii Junta Supremă Centrală din Sevilia. În 1810, au apărut numeroase noi junte în toate domeniile spaniole din America. Apariția lor a fost determinată căderea Juntei Centrale în timpul invaziei franceze. Deși diverse regiuni ale Americii Spaniole au protestat împotriva politicilor coroanei, acestea „erau puțin interesate în obținerea independenței absolute; a existat cu adevărat un sprijin pe scară largă pentru Junta Centrală Spaniolă formată pentru a conduce rezistența împotriva francezilor”. În vreme ce anumiți hispano-americani credeau că independența este necesară, majoritatea celor care au sprijinit crearea de noi guverne le-au considerat ca mijloace pentru păstrarea autonomiei regiunii față de francezi. În deceniul următor, instabilitatea politică din Spania restaurația absolutistă din timpul lui Ferdinand al VII-lea i-a convins pe numeroși hispano-americani de necesitatea proclamării independenței față de metropolă.
În conflictele care au izbucnit au luptat atât trupele neregulate cât și cele regulate, acestea luând atât formarăzboiului de eliberare națională cât și cea a războiului civil. Conflictele dintre colonii și dintre acestea și Spania au dus la apariția în cele din urmă, în primele trei decenii ale secolului al XIX-lea, a unei serii de noi state independente, care se întindea de la Argentina și Chile în sud până la Mexic în nord. Cuba și Puerto Rico au rămas sub dominația spaniolă până la izbucnirea  Războiului hispano-american din 1898. Noile republici au abolit încă de la început fostul sistem de clasificare și ierarhie rasială,  sistemul castelor, Inchiziția și  titlurile nobiliare. Sclavia nu a fost abolită imediat, dar a fost desființată în următorii douăzeci și cinci de ani. Criollos (descendenți ai coloniștilor spanioli, născuți însă în Lumea Nouă) și mestizo (metiși hispano-amerindieni) i-au înlocuit treptat cei născuți în Spania în majoritatea posturilor guvernamentale. Criollos au format în continuare structura superioară a societății, care a păstrat unele dintre caracteristicile culturale tradiționale spaniole. Pentru aproape încă un secol, conservatorii și liberalii s-au luptat ca să oprească sau să adâncească modificările politice și sociale din aceste republici. 
Evenimentele din America Spaniolă au avut legătură cu războaiele de independență din fostele colonii franceze din St-Domingue, Haiti și cu tranziția la independență din Brazilia. Independența Braziliei a avut în mod special un punct de pornire comun cu luptele pentru independența coloniilor spaniole, de timp ce ambele conflicte au fost declanșate de invazia lui Napoleon în Peninsula Iberică. În timpul invaziei, familia regală portugheză s-a refugiat în Brazilia în 1807. Procesul cuceririi independenței statelor din America Latină a avut loc în climatul general politic și intelectual apărut odată cu Epoca Iluminismului și a fost influențat inclusiv de revoluțiile din Statele Unite și Franța. O cauză poate mai importantă a războaielor de independență a statelor hispano-americane au fost evoluțiile din istoria Spaniei și a monarhiei spaniole din acea perioadă.

## Contextul istoric
Regiuni controlate de Ferdinand al VII-lea și legile tradiționale spaniole 
     Regiuni loiale Juntei Supreme Centrale sau Cortesului
     Junte americane sau mișcări insurecționale 
     State care și-au declarat independența 
     Perioada de apogeu al ocupației franceze din Peninsula Iberică 

Evoluția procesului cuceririi independenței în America Hispanică
Regiuni controlate de Ferdinand al VII-lea și legile tradiționale spaniole
Regiuni loiale Juntei Supreme Centrale sau Cortesului
Junte americane sau mișcări insurecționale
State care și-au declarat independența
Perioada de apogeu al ocupației franceze din Peninsula Iberică

Independența politică nu a fost în mod necesar rezultatul predestinat al frământărilor politice din America Spaniolă. „Exista prea puțin interes în obținerea independenței absolute”. După cum subliniau istoricii R.A. Humphreys și John Lynch, „este prea ușor să echivalăm forțele nemulțumirii sau chiar forțele schimbării cu forțele revoluției”. De timp ce „prin definiție, nu a existat nici o istorie a independenței până când nu s-a întâmplat”,  iar când independența Americii Spaniole s-a produs, s-a început căutarea explicațiilor pentru motivarea producerii ei. 
Mai mulți factori care au fost identificați. În primul rând, creșterea controlului Coroanei spaniole asupra posesiunilor sale de peste mări în timpul reformelor Bourbonilor spanioli de la mijlocul secolului la XVIII-lea, care au produs schimbări ale relațiilor dintre hispano-americani și Coroană. Termenul folosit pentru descrierea posesiunilor de peste mări s-a modificat din „regate” cu statut independent față de Coroană la „colonii”, subordonate Spaniei. Coroana a reintrodus practica numirii unor funcționari străini de America, în special peninsulari, în funcțiile regale de conducere din întregul imperiu în încercarea de controlare mai eficientă a administrației și economiei posesiunilor de peste mări. Aceasta a însemnat că elitelor hispano-americane li s-au zădărnicit așteptările pentru obținerea unor poziții politice și economice importante prin reluarea practicilor mai vechi de blocare a accesului creolilor la funcțiile guvernamentale.
Politicile regaliste și seculare ale Casei de Bourbon vizau scăderea puterii Bisericii Romano-Catolice. Monarhii Spaniei îi expulzaseră deja pe iezuiți în 1767, ceea ce a făcut ca numeroși creoli membri ai Societății lui Isus să fie trimiși în exil permanent. Mai târziu, în secolul Iluminismului, Coroana a încercat să scadă privilegiile (fueros) clerului, restricționând autoritatea clerului doar la sfera spirituală și slăbind continuu puterea preoților din parohii, care funcționau de cele mai multe ori ca agenți ai coroanei în parohiile rurale. Prin secularizarea funcțiilor locale guvernamentale și prin atacurile directe asupra clerului, Coroana, după cum apreciază istoricul William B. Taylor, și-a subminat propria legitimitate, de vreme ce preoții din parohii fuseseră în mod tradițional „reprezentanții naturali locali ai regelui lor catolic”.
În sfera economică, Coroana a încercat să obțină controlul asupra veniturilor bisericii. În timpul crizei financiare din 1804, Coroana a încercat să revendice debitele din patrimoniul bisericii, în special cele ipotecile asupra exploatațiilor agricole deținute de cei mai bogați spanioli. „Legea Consolidării” a amenințat simultan bogăția bisericii, al cărei capital era investit în ipoteci, ca și bunăstarea financiară a elitelor, care depindeau de banii obținuți din ipotecarea haciendelor pentru cumpărarea și păstrarea moșiilor. Scurtarea perioadei de rambursare a echivalat pentru numeroși membrii ai elitei cu falimentul. Coroana a încercat, de asemenea, să obțină accesul la beneficiile pe care familiile nobile le destinau pentru a sprijinirea unui preot, adesea membru al familiei, prin eliminarea acestor fonduri dotale (capellanías), de care clerul inferior depindea în mod disproporționat. În special în Mexic, clerul inferior a participat activ la rebeliune, printre cei mai cunoscuți preoți numărându-se Miguel Hidalgo și José María Morelos.
Reformele au avut rezultate amestecate. În unele regiuni precum Cuba, Río de la Plata și Noua Spanie, reformele au avut efecte pozitive, ducând la creșterea economiilor locale și eficientizarea actului de guvernare. În alte regiuni, modificările în politicile economică și administrative ale Coroanei au dus la apariția unor tensiuni cu localnicii, care uneori au degenerat în revolte deschise, precum a fost insurecția comuneros din Noua Granada și Rebeliunea lui Túpac Amaru al II-lea din Peru.
Pierderea de către criollos a funcțiilor guvernamentale importante și revoltele din secolul al XVIII-lea din America de Sud Spaniolă au fost cauzele directe ale războaielor de independență, care au izbucnit în deceniile care au urmat.
Alți factori favorizați pot fi considerați Iluminismul și succesul Revoluțiilor Atlantice. Iluminismul a stimulat răspândirea dorinței de reformă socială și economică în toată America Spaniolă și în Peninsula Iberică. Ideile despre comerțul liber și curentul economic fiziocrat au fost promovate de iluminiștii spanioli și s-au răspândit în întregul imperiu. Reformele politice făcute și constituțiile promulgate atât în Spania cât și în restul posesiunilor spaniole au fost direct influențate de toți acești factori.

## Crearea unor noi instituții de conducere în Spania și Americi în 1808–1810

### Prăbușirea dinastiei de Bourbon
Războiul Peninsular a fost declanșatorul conflictelor din America Spaniolă datorită absenței unui monarh legitim. Războiul Peninsular a fost evenimentul de început al unei perioade lungi de instabilitate în Imperiul Spaniol care a durat până în 1823. Capturarea de către Napoleon al monarhilor Bourboni a precipitat criza politică din Spania și America Spaniolă. Deși cea mai mare parte a lumii spaniole a respins planul lui Napoleon de plasare a fratelui său,Joseph, pe tronul Spaniei, nu exista o soluție alternativă pentru înlocuirea regelui prizonier. Respectând teoriile tradiționale spaniole asupra naturii contractuale a monarhiei, provinciile din peninsulă au răspuns crizei prin formarea juntelor. Această soluție a produs în cele din urmă o confuzie și mai mare, de vreme ce nu exista o autoritate centrală, iar cele mai multe junte nu au recunoscut pretenția unora dintre ele de reprezentare a monarhiei ca un tot. Junta din Sevilla a pretins în mod special autoritatea asupra posesiunilor de peste mări, datorită rolului istoric al provinciei de „anteport” exclusiv al imperiului.
Acest impas a fost rezolvat prin negocieri dintre câteva junte din Spania în cadrul Consiliul Castiliei, care a dus în final la crearea unui guvern central: „Junta Suprema Centrală de Guvernământ a Spaniei și Indiilor" pe 25 septembrie 1808. S-a căzut de acord ca regatele din peninsulă să trimită câte doi reprezentanți în Junta Supremă Centrală, iar regatele de peste mări să trimită câte un reprezentant. Aceste regate de peste mări au fost definite ca „Viceregate ale Noii Spanii (Mexic), Peru, Noii Granade, Buenos Airesului și căpitănii generale al Cubei, Puerto Ricoului, Guatemalei, Chileului, provinciei Venezuela și Filipinelor”. Acest plan a fost criticat pentru că nu asigura o reprezentare egală pentru teritoriile din America Spaniolă. Cu toate acestea, de la sfârșitul anului 1808 până la începutul anului următor, capitalele regionale și-au ales candidații, numele acestora fiind trimise pentru analiză în capitalele viceregatelor și căpităniilor generale. Mai multe orașe mari și importante au rămas fără reprezentare directă în Junta Supremă. Printre acestea se numărau Quito și Chuquisaca, ai căror locuitori le considerau capitale ale unor regate, și care fuseseră comasate într-un mai mare Viceregat Peruan. Nemulțumirile locuitorilor acestor orașe au dus la formarea unor junte locale în aceste orașe în 1809, care în cele din urmă au fost dizolvate de autorități în decursul anului. De asemenea, a fost oprită și încercarea de formare a unei junte în Noua Spanie. 

### Revoluția instituțională spaniolă

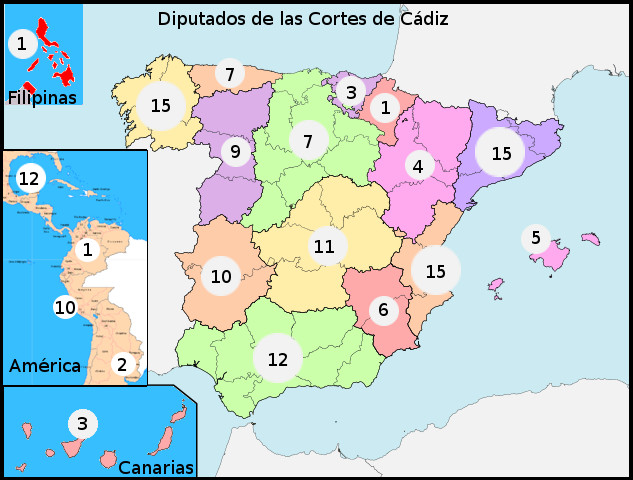
Deputații în Cortesul din Cádiz Cortes funcție de teritoriu

Fuga resturilor armatei spaniole spre Cádiz și dizolvarea Juntei Supreme de pe 29 ianuarie  1810, după înfrângerea din timpul Bătăliei de la Ocaña forțelor peninsulare plătite și echipate cu banii veniți din America Spaniolă, a fost semnalul pentru înființarea unor junte noi în Americi. Forțele spaniole au ocupat sudul Spaniei, iar membrii Juntei Supreme s-au refugiat în orașul insular Cádiz.
Junta Supremă a fost înlocuită cu un grup de doar cinci membri, numit „Consiliul de Regență al Spaniei și Indiilor”(pe scurt „Retența”). Mai apoi, pentru înființarea unui sistem de guvernare cu legitimitate sporită, Regența a convocat „Cortesurile extraordinare și generale ale Națiunii Spaniole” –  „Cortesul din Cádiz”. Planurile pentru alegerile în Cortesuri, bazate pe reprezentarea provinciilor nu a regatelor, era mult mai echitabilă și a asigurat un răgaz mai mare pentru determinarea întinderii provinciilor de peste mări. Cortesul din Cádiz a fost prim adunare națională care a revendicat suveranitatea în Spania. În acest fel a fost abolită existența vechilor regate. Sesiunea inaugurală a fost ținută pe 24 septembrie 1810, în clădirea care este cunoscută în zilele noastre ca „Real Teatro de las Cortes” în plin asediu al trupelor franceze. Acest cortes a fost ca un organism unic de conducere, iar membrii săi reprezentau întregul imperiu.

### Reacțiile din America Spaniolă
Majoritatea hispano-americanilor nu vedeau niciun motiv să recunoască un guvern care era amenințat să fie capturat în orice moment de armata franceză și s-au pregătit să creeze junte locale pentru apărarea independenței regiunii în fața unei posibile agresiuni a Parisului. Au fost create cu succes junte în Noua Granadă (Columbia), Venezuela, Chile și Río de la Plata (Argentina). Alte mișcări, deși foarte serioase,  au avut mai puțin succes în America Centrală. În cele din urmă, America Centrală, împreună cu cea mai mare parte aNoii Spaniei, Quito (Ecuador), Peru, Peru Superior  (Bolivia), Insulele Caraibe și Insulele Filipine au rămas sub controlul regaliștilor pentru următorul deceniu și au participat la efortul  Cortesului Spaniei (Cortesul din Cádiz) pentru formarea unui guvern liberal al monarhiei spaniole.

## Războaiele civile pentru suveranitatea contestată, 1810–1814
Crearea juntelor în America Spaniolă, precum Junta Suprema de Caracas înființată pe 19 aprilie 1810, a deschis calea luptelor care aveau să afecteze regiunea pentru următorii cincisprezece ani. Au apărut conflicte care au degenerat deseori în războaie locale. Pe de o parte juntele au contestat autoritatea tuturor funcționarilor regali, indiferent dacă au recunoscut sau nu „Regența”. Pe de altă parte, oficiali regali și hispano-americanii, care au dorit să păstreze imperiul,  au fost împărțiți între liberali, care au sprijinit eforturile Cortesului, și conservatorii (adesea numiți „absolutiști” în istoriografie), care nu erau dispuși să accepte reforme. În cele din urmă, deși juntele pretindeau că acționau în numele împăratului detronat, Ferdinand al VII-lea, crearea lor le-a permis oamenilor care erau în favoarea obținerii independenței totale, să își promoveze agenda politică în mod public și în siguranță. Susținătorii independenței s-au autonumit „patrioți”, un termen care în cele din urmă le-a fost aplicat tuturor.
Afirmația conform căreia independența nu a fost preocuparea inițială a „patrioților” este dovedită de faptul că doar câteva regiuni și-au declarat independența în primii ani după 1810. Congresele Venezuelei și Noii Granade au acționat în acest spirit în 1811, iar cel din Paraguay în 1811. Unii istorici au explicat reticența politicienilor față de declararea independenței ca pe o „mască a lui Ferdinand al VII-lea”: adică liderii patrioți au simțit nevoia să pretindă că sunt loiali față de  monarhul detronat pentru ca să pregătească masele pentru schimbarea radicală care ar fi presupus-o independența totală. Cu toate acestea, chiar și zone precum Río de la Plata și Chile, care au menținut mai mult sau mai puțin independența de facto față de autoritățile peninsulare, nu și-au declarat independența decât câțiva ani mai târziu, în 1816 și, respectiv, 1818. În general, în ciuda obținerii independenței de facto sau oficiale, multe regiuni ale Americii Spaniole au fost marcate de războaie civile aproape neîntrerupte, care au durat până deceniul al treilea al secolului al XIX-lea. În Mexic, unde mișcarea juntei a fost înfrântă în primele sale faze de dezvoltare de o coaliție a negustorilor peninsulari și a oficialilor guvernamentali, eforturile pentru înființarea unui guvern independent de Regență sau francezi au luat forma unei rebeliuni conduse de Miguel Hidalgo. Hidalgo a fost luat prizonier și executat în 1811, dar mișcare de rezistență a continuat, culminând cu declarația de independență din 1813. În America Cetrală, încercările pentru formarea unor junte au fost de asemenea respinse, dar gradul de violență al reprimării a fost semnificativ mai redus. În Insulele Caraibe, Filipinele și alte câteva regiuni ale imperiului s-a înregistrat o pace relativă. Toate conspirațiile pentru formarea unor junte au fost denunțate autorităților suficient de rapid pentru ca acestea din urmă să le desființeze mai înainte ca să obțină un sprijin larg popular.

### Orașele mari și rivalitățile regionale

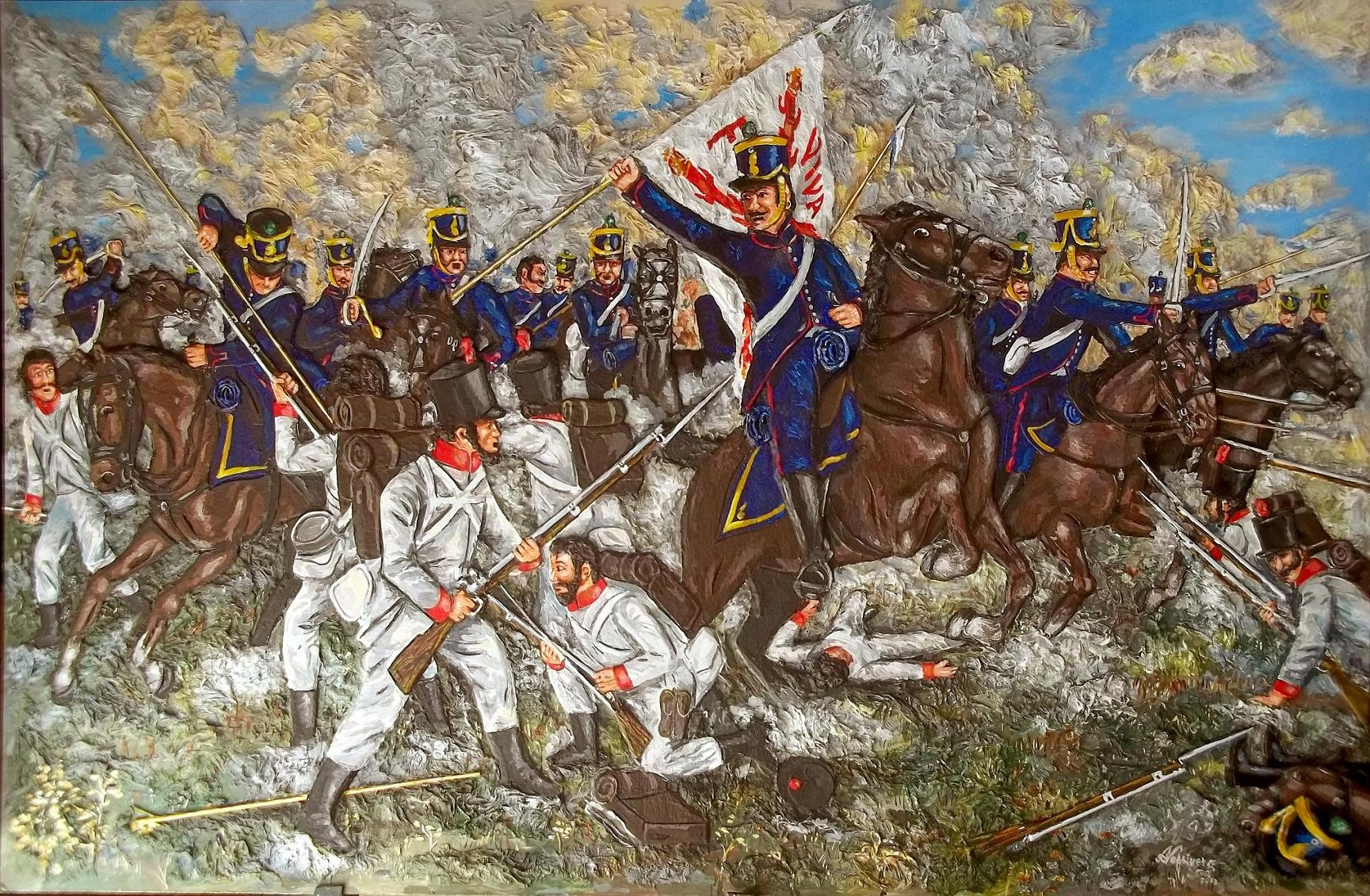
Bătălia de la San Lorenzo din 1813

Orașele mari și rivalitățile regionale au jucat un rol important în războaiele care au urmat. Dispariția autorității centrale imperiale – iar în unele cazuri chiar și autorității locale, a viceregelui, ca în cazul Noii Granade și Río de la Plata — a inițiat o perioadă îndelungată de fragmentare teritorială în America Spaniolă. Nu era clar pentru nimeni care erau organizațiile politice care ar putut să înlocuiască imperiul și în plus nu se formase o nouă identitate națională care să înlocuiască pe cea spaniolă. La început, juntele din 1810 apelaseră la sentimentul apartenenței la națiunea spaniolă, care se era opusă amenințării franceze. Mai apoi, curentul s-a schimbat către o identitate națională generală americană, care contrasta cu ocuparea Peninsulei Iberice de către francezi. La sfârșit, identitatea s-a confundat cu apartenența la principalele orașe sau provincii locale, patria în spaniolă. De cele mai multe ori, juntele a căutat să mențină independența provinciei atât față de capitala fostului viceregat sau a fostei căpitănii generale, cât și față de Spania. Au izbucnit conflicte armate între provincii pentru rezolvarea pe calea militară a controlului asupra unor orașe sau regiuni. Acest fenomen a fost în mod particular mai evident în America de Sud. Aceste rivalități au făcut ca anumite regiuni să adopte o orientare politică deosebită de cea aleasă de regiunile concurente. Se părea că Peru susținător hotărât al regaliștilor, în principal datorită rivalității cu Río de la Plata, în favoarea căruia cedase controlul asupra Peru-ului Superior, când acesta din urmă fusese ridicat la statutul de viceregat în 1776. Crearea juntelor din Río de la Plata i-a permis Peru-ului să recapete controlul formal asupra Peru-ului Superior pe perioada războaielor.

### Tensiunile sociale și rasiale

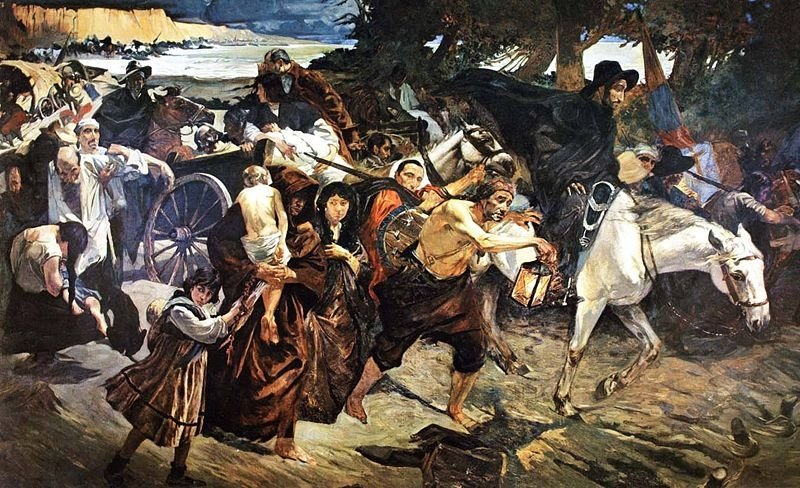
Exodul din orașul Caracas în 1814

Tensiunile sociale și rasiale latente au avut un impact mare asupra caracterului luptelor. Țăranii au fost asmuțiți împotriva orășenilor, iar nemulțumirile față de autorități și-au găsit debușeul în conflictul militar. A fost cazul răscoalei țărănești a lui Hidalgo, care a fost alimentată atât de nemulțumirile provocate de o serie de câțiva ani de recolte proaste cât și de evoluția evenimentelor în Războiul Peninsular. Hidalgo a făcut inițial parte dint-un cerc al orășenilor liberali din Querétaro, care încercau să înființeze o juntă. După ce conspirație a fost descoperită, Hidalgo și-a îndreptat atenția către țăranii din zona mexicană Bajío, din rândul cărora și-a organizat o armată. În scurtă vreme, interesele țăranilor-soldați  au pus în umbră pe cele ale intelectualilor din orașe. O problemă asemănătoare a existat în Venezuela, unde emigrantul spaniol José Tomás Boves a format o miliție regalistă puternică, în rândul căreia a încadrat sclavi și țărani de toate rasele, cu care i-a atacat pe marii proprietari albi de pământ. Boves și adepții lui au evitat sa se supună ordinelor oficialilor spanioli și au fost mai degrabă preocupați să păstreze puterea pentru ei, decât să ajute la reinstalarea guvernului regalist răsturnat. În cele din urmă, în regiunea care avea să apară Bolivia, republiquetas au păstrat vie ideea independenței, aliindu-se  cu țăranii sărăciți și membrii triburilor locale, dar ei nu au reușit niciodată să cucerească principalele centre urbane din zonă. 
Între cetățenii originari din Spania și cei hispano-americani au apărut conflicte violente, tensiunile fiind generate de problemele de clasă sau ațâțate de lideri care încercau să creeze un sentiment nou de naționalism. Forțele lui Hidalgo, după ce și-au propus să curețe țara de gachupines (un termen peiorativ pentru Peninsulares), au masacrat sute de Criollos și Peninsulares care se refugiaseră în Alhóndiga de Granaditas din Guanajuato. În Venezuela,  în timpul Admirabilei Campanii, Simón Bolívar a instituit politica  „războiului până la moarte”, care promitea cruțarea hispano-americanilor regaliști, dar permitea uciderea Peninsulares, trăgând o linie clară de demarcație între cele două grupuri. Această politică a pus bazele reacției violente a regaliștilor lui Boves. Însă adesea, regalismul sau patriotismul nu oferea decât justificări pentru atragerea într-o tabără sau alta a celor nedreptățiți, iar cauzele politice erau lepădate cu aceeași ușurință cu care fuseseră adoptate. Păstorii (llaneros) venezueleni au devenit „patrioți” după ce elitele urbane au devenit regaliste după 1815, iar în Mexic, independența a fost cucerită în cele din urmă de armata regalistă.

## Războiul regelui împotriva independenței, 1814–1820
Până în 1815, granițele regiunilor controlate de regaliști și de luptătorii pentru independență fuseseră stabilite în cea mai mare parte, iar războiul intrase într-un punct mort. În regiunile în care regaliștii controlau principalele centre populate, independentiștii reușeau doar să ducă lupte izolate de gherilă. În Noua Spanie, principalele grupuri ale luptătorilor de gherilă erau conduse de Guadalupe Victoria în Puebla și Vicente Guerrero în Oaxaca. În nordul Americii de Sud, patrioții din Noua Granadă  și Venezuela, conduși de lideri militari precum Simón Bolívar, Francisco de Paula Santander, Santiago Mariño, Manuel Piar sau José Antonio Páez, au întreprins campanii militare în bazinul fluviuluiOrinoco și de-a lungul coastei caraibiene, de multe ori folosindu-se de ajutorul material primit din Curaçao și Haiti. În Peruul Superior, gherilele controlau zonele izolate rurale ale țării.

### Restaurația lui Ferdinand al VII-lea
În martie 1814, după dizolvarea Imperiului Francez, Ferdinand al VII-lea a revenit pe tronul spaniol. Aceasta a fost o schimbare importantă, de vreme ce cele mai multe modificări politice și legislative făcute pe ambele maluri ale Atlanticului – diferitele junte, Cortesul spaniol, Congresele americane și numeroasele constituții și coduri legale – fuseseră făcute în numele regelui. Mai înainte de reintrarea pe teritoriul spaniol, Ferdinand a făcut mai multe promisiuni vagi Cortesurilor, care așteptau ca monarhul să aprobe Constituția. Odată ce a revenit în Spania, el a descoperit că se bucură de un sprijin însemnat din partea conservatorilor și a bisericii catolice. Ca urmare, pe 4 mai, el a respins Constituția și a ordonat pe 10 mai arestarea politicienilor liberali. Ferdinand și-a justificat acțiunile prin faptul că legea fundamentală și alte modificări legislative fuseseră făcute de Cortesul convocat în lipsa și fără aprobarea lui. El a reinstaurat fostele coduri de legi și instituțiile politice și a promis să convoace noul Cortes în forma tradițională (cu camere separate pentru cler și nobilime), o primisiune pe care nu a onorat-o însă niciodată. Veștile despre aceste hotărâri au ajuns în America Spaniolă în următoarele trei săptămâni până la nouă luni, funcție de viteza cu care bunurile și oamenii călătoreau din Spania.
Acțiunile lui Ferdinand au fost o ruptură de facto atât cu guvernele autonome, care nu-și declaraseră din punct de vedere oficial independența, cât și cu liberalii spanioli, care încercaseră să creeze un guvern reprezentativ care să includă complet și posesiunile de peste mări. Un asemenea guvern liberal era văzut ca o alternativă la independență de către mulți dintre locuitorii din Noua Spanie, America Centrală, Caraibe, Quito, Peru, Peruul Superior și Chile. Cu toate acestea, restaurarea „ Ancien Régime (Vechiului Regim)” nu a provocat apariția unui nou val de junte, așa cum se întâmplase în 1809-1810, cu excepția importantă a instaurării juntei din Cuzco, care a cerut promulgarea Constituției Spaniole. În schimb, cei mai mulți hispano-americani erau moderați, care au decis să aștepte să vadă ce se obține prin restaurarea stării de normalitate monarhică. De fapt, în regiunile Noii Spanii, America Centrală și Quito, guvernatorii au considerat oportun să lase consiliile municipale (ayuntamiento)  alese în mod constituțional să funcționeze încă câțiva ani pentru prevenirea izbucnirii unor conflicte cu societatea locală. Liberalii de pe ambele maluri ale Atlanticului au continuat însă să conspire pentru instaurarea monarhiei constituționale, reușind acest lucru în 1820. Exemplul cel mai reprezentativ al colaborării transatlantice este probabil expediția în Texas și nordul Mexicului a lui Francisco Javier Mina în 1816 și 1817.
Hispano-americanii din regiunile controlate de regaliști și care doreau indepedența se alăturaseră deja mișcărilor de gherilă. În acest mod, acțiunile lui Ferdinand au făcut care regiunile care erau deja în afara controlului coroane să se înscrie pe drumul fără întoarcere al independenței. Guvernele locale ale acestor regiuni, care își aveau originile în juntele din primul deceniu, chiar și cele cu o orientare mai moderată și care căutaseră să ajungă la o înțelegere cu coroana, au ajuns până la urmă la concluzia că doar separarea de Spania poate proteja reformele pe care le înfăptuiseră. 

### Forțele armate regaliste

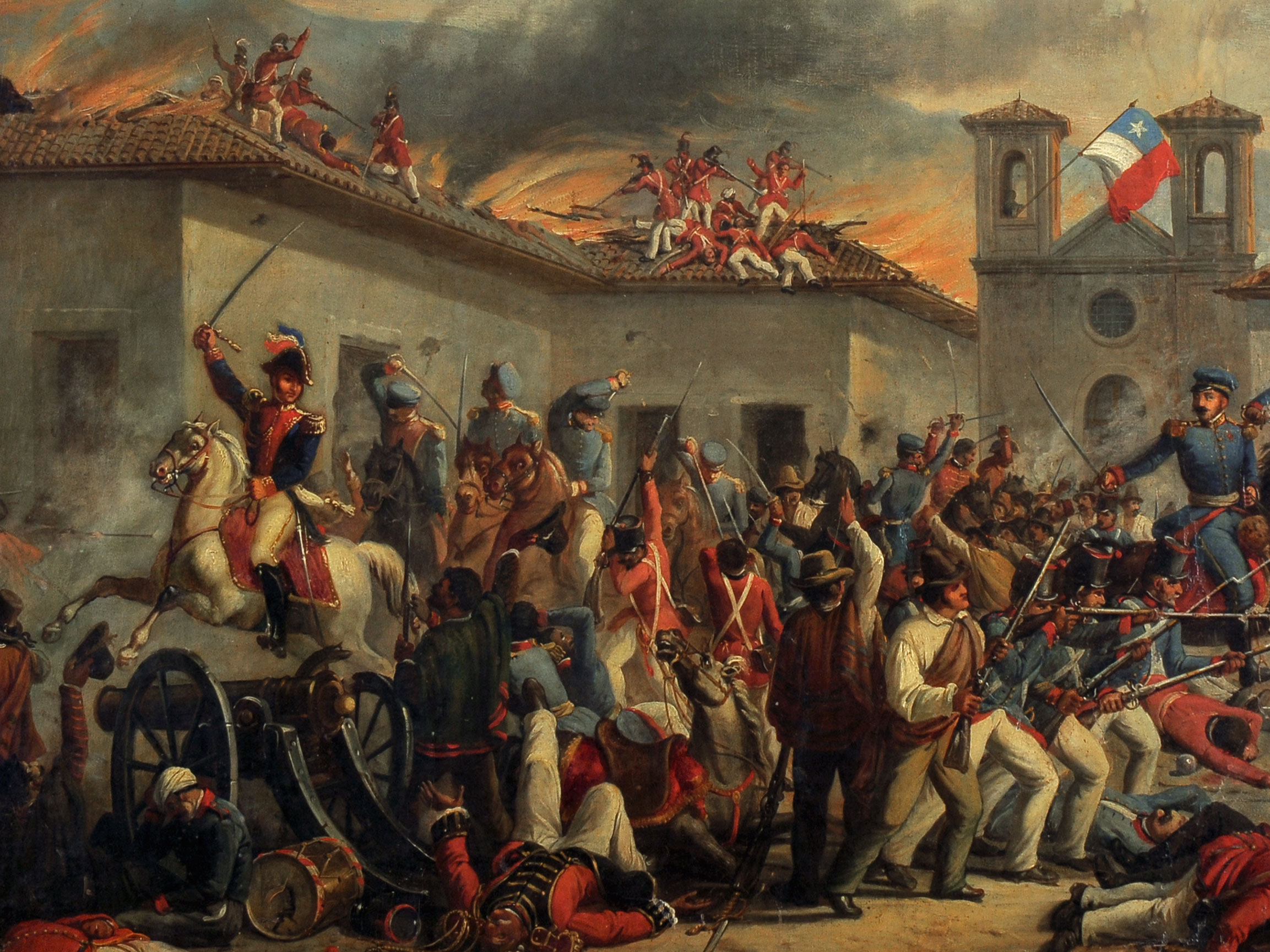
Bătălia de la Rancagua din 1814

În această perioadă, forțele regaliste au câștigat teren în Noua Granadă, pe care au controlat-o din 1815 până în 1819, și în Chile, pe care au controlat-o din 1814 până în 1817. Cu excepția zonelor controlate de regaliști în nord-est și sud, provinciile din Noua Granadă își păstraseră independența față de Spania încă din 1810, spre deosebire de Venezuela învecinată, unde forțele regaliste și independentiste controlaseră pe rând regiunea. Pentru pacificarea Venezuelei și recucerirea controlului total asupra Noii Granadă, Spania a organizat în 1818 ce mai mare forță armată trimisă vreodată în Lumea Nouă – 10.5000 de soldați, transportați cu 60 de vase. Deși această forță era de importanță crucială pentru recucerirea unei regiuni care milita puternic pentru independență cum era Noua Grandă, soldații care  o compuneau au fost în cele din urmă împrăștiați în Venezuela, Noua Grandă, Quito și Peru. Spaniolii nou sosiți au suferit pierderi mari datorită bolilor tropicale, iar contribuția lor la desfășurarea războiului a fost puternic diminuată.
Poate cel mai important lucru care trebuie subliniat este faptul că majoritatea forțelor regaliste erau compuse nu din soldați veniți din Europa, ci din hispano-americani. Per ansamblu, europenii reprezentau doar o zecime dintre soldații regaliști din America Spaniolă și doar aproape o jumătate din efectivele forțelor expediționare, odată ce ele au fost desfășurate în Americi. Cum fiecare soldat european rănit sau ucis a fost înlocuit de-a lungul timpului cu un hispano-american, forțele expediționare au ajuns să fie formate din tot mai mulți hispano-americani. De exemplu, Pablo Morillo, comandantul suprem al forțelor expediționare trimise în America de Sud, a raportat că avea sub comanda lui doar 2.000 de soldați europeni în 1820. Cu alte cuvinte, doar jumătate dintre soldații lui erau din Peninsula Iberică. Se apreciază că, în timpul Bătăliei de la Maipú, doar un sfert dintre soldații forțelor regaliste au fost europeni, în cazul  celei de la  Carabobo doar o cincime, iar la  Ayacucho doar mai puțin de 1% erau europeni. 

Milițiile americane reflectau amestecul rasial al populației locale. De exemplu, în 1820, armata regalistă din Venezuela era formată din 843 de albi (español), 5.378 castas și 980 soldați indigeni.

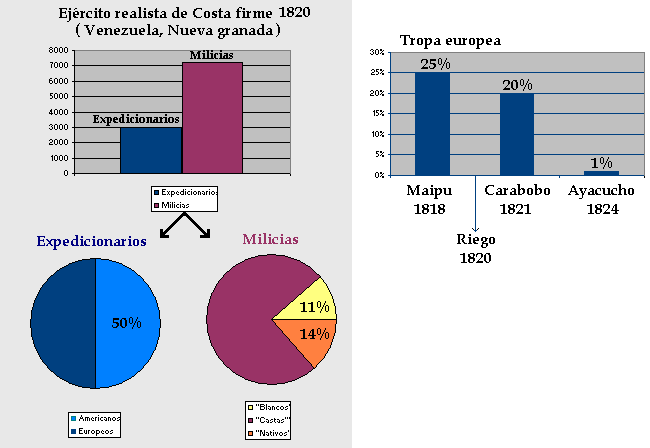
Armata regalistă

### Succesele luptătorilor pentru independență
Spre sfârșitul acestei perioade, forțele luptătorilor pentru independență au avut două succese importante. În  Conul Sudic, un veteran al armatei spaniole cu experiență în Războiul Peninsular, José de San Martín, a fost numit guvernator al Provincia Cuyo. El și-a folosit funcția pentru organizarea unei armate încă din 1814, pregătindu-se pentru campania din Chile. Această acțiune a fost o modificare de strategie după ce campaniile din Provinciile Unite fuseseră înfrânte în Peru Superior. Armata lui San Martín a devenit nucleul Armatei Anzilor, care a primit un sprijin politic și material hotărâtor în 1816, când Juan Martín de Pueyrredón a devenit Director Suprem al Provinciilor Unite. În ianuarie 1817, San Martín terminase pregătirile pentru atacarea regaliștilor din Chile. Fără să țină seama de ordinul Congresului din Río de la Plata, care îi cerea să nu atace Chile, San Martín și generalul Bernardo O'Higgins Riquelme, viitorul Director Suprem din Chile, și-au condus armatele peste Munții Anzi, într-o campanie care a schimbat soarta regaliștilor. Până pe 10 februarie, San Martín a obținut controlul asupra nordului și centrului regiunii, iar un an mai târziu, aplicând politica „războiului fără prizonieri” a cucerit și sudul Chile. Bucurându-se de ajutorul oferit de flota comandată de fostul ofițer britanic de marină Thomas Cochrane, securitatea independenței statului Chile a fost asigurată împotriva oricăror tentative regaliste de răsturnare a situației. San Martín și aliații lui a petrecut următorii doi ani planificând o invazie în Peru, care a fost declanșată în cele din ură în 1820.
În nordul Americii de Sud, după mai multe tentative eșuate de cucerire a Caracasului și a altor orașe din Venezuela, Simón Bolívar a conceput un plan asemănător cu cel al lui San Martín pentru traversarea Anzilor și eliberarea Noii Granade. La fel precum San Martín, Bolívar s-a ocupat personal de crearea unei armate pentru invadarea țărilor învecinate, a colaborat cu luptătorii pentru independență exilați din teritoriile vizate de invazie și nu s-a bazat pe aprobarea Congresului. Spre deosebire de San Martín, totuși, Bolívar nu comanda o armată de soldați instruiți, ci mai degrabă un amestec de gherile llanero, exilați din Noua Granadă conduși de Santander și mercenari britanici. Bolívar și-a început marșul în iunie 1819, folosindu-se de acoperirea oferită de sezonul ploios, după care a început traversarea Anzilor prin trecătorile înghețate. În timpul traversării munților, au pierit cam 25% dintre mercenarii britanici și numeroși llaneros, care plecaseră în expediție nepregătiți să mărșăluiască la 4.000 de metri altitudine. Acțiunea îndrăzneață a lui Bolívar a fost încununată însă de succes. Bolívar a cucerit controlul asupra orașului Bogotá și a tezaurului și a câștigat sprijinul locuitorilor din Noua Granadă, care încă își aminteau cu nemulțumire de acțiunile dure din timpul recuceririi regiunii de către Morillo. Cu toate acestea, Santander a considerat că politica „războiului fără prizonieri” trebuie continuată și a decis să execute 38 de ofițeri regaliști care se predaseră. Având controlul asupra resurselor Noii Grande, Bolívar a devenit liderul incontestabil al patrioților din Venezuela și a orechestrat unirea celor două regiuni într-un nou stat numit Columbia (Columbia Mare).

## Consolidarea independenței, 1820–1833

Rafael Riego a condus o rebeliune a forței expediționare care trebuia trimisă în America

Pentru contracararea succeselor luptărilor pentru independență din America de Sud, Spania a pregătit o a doua forță expediționară puternică în 1819. Această forță expediționară nu a părăsit însă niciodată Spania. În schimb, militarii au devenit mijlocul prin care liberalii au reușit să reinstaleze regimul constituțional. Pe 1 ianuarie 1820, Rafael Riego, comandantul batalionul din Asturia, a organizat o rebeliune militară, cerând reîntoarcerea la constituția din 1812. Trupele conduse de el au mărșăluit prin orașele Andaluzia sperând să ridice la luptă și populația locală, dar civilii s-au dovedit în cea mai mare parte indiferenți. Până la urmă a izbucnit o revoltă în Galicia din nordul Spaniei, de unde s-a răspândit rapid în întreaga țară. Palatul regal din Madrid a fost înconjurat pe 7 martie de soldații comandați de generalul Francisco Ballesteros, iar trei zile mai târziu, regele  asediat Ferdinand al VII-lea, a acceptat să repună constituția în drepturi.
Revolta lui Riego a avut două efecte importante asupra războiului din Americi. Din punct de vedere militar, numeroasele ajutoare necesare pentru recucerirea Noii Granade și înfrângerea viceregelui din Peru nu aveau să mai ajungă vreodată pe continentul american. Mai mult chiar, situația regaliștilor s-a înrăutăți în tot mai multe regiuni, înregistrându-se dezertări în masă din tabăra regaliștilor, militarii alegând să se alăture taberei patriotice. Din punct de vedere politic, reinstaurarea regimului liberal a schimbat termenii în care guvernul spaniol căuta să abordeze problema insurgenților. Noul guvern a presupus naiv că insurgenții se luptau pentru liberalismul spaniol și că reinstaurarea Constituției din 1812 putea fi baza reconcilierii dintre cele două părți. Guvernul a pus în practică prevederile constituției și a organizat alegeri în provinciile de peste mări, în același fel în care fuseseră organizate și în Spania. De asemenea, a ordonat comandanților militari să înceapă negocierile pentru un armistițiu cu insurgenții, acestora din urmă promițându-le că aveau să participe la conducerea țării de câtre un guvern reprezentativ.

### Noua Spanie și America Centrală
De fapt, Constituția spaniolă din 1812 care a fost adoptată de Cortesul din Cadiz a fost folosită ca bază pentru Noua Spanie și America Centrală, dat fiind că în ambele regiuni erau la putere coalițiile liderilor conservatori și liberali regaliști care doreau independența noilor state. Repunerea în drepturi a Constituției și alegerea unui guvern reprezentativ au fost întâmpinate cu entuziasm în Noua Spanie și America Centrală. Au fost organizate alegeri parlamentare, au fost formate guverne locale iar deputații aleși au fost trimiși în Cortes. Cu toate acestea, în tabăra liberală existau temeri că noul regim nu va rezista. La rândul lor, conservatorii și biserica se temeau că noile guverne liberale vor continua cu noi reforme anticlericale. Acest climat de instabilitate a creat condițiile pentru ca cele două tabere să formeze o alianță. Această alianță s-a sudat spre sfârșitul anului 1820, când în fruntea ei a fost plasat Agustín de Iturbide, un colonel din armata regală, care fusese desemnat să lupte împotriva gherilelor lui Vicente Guerrero.

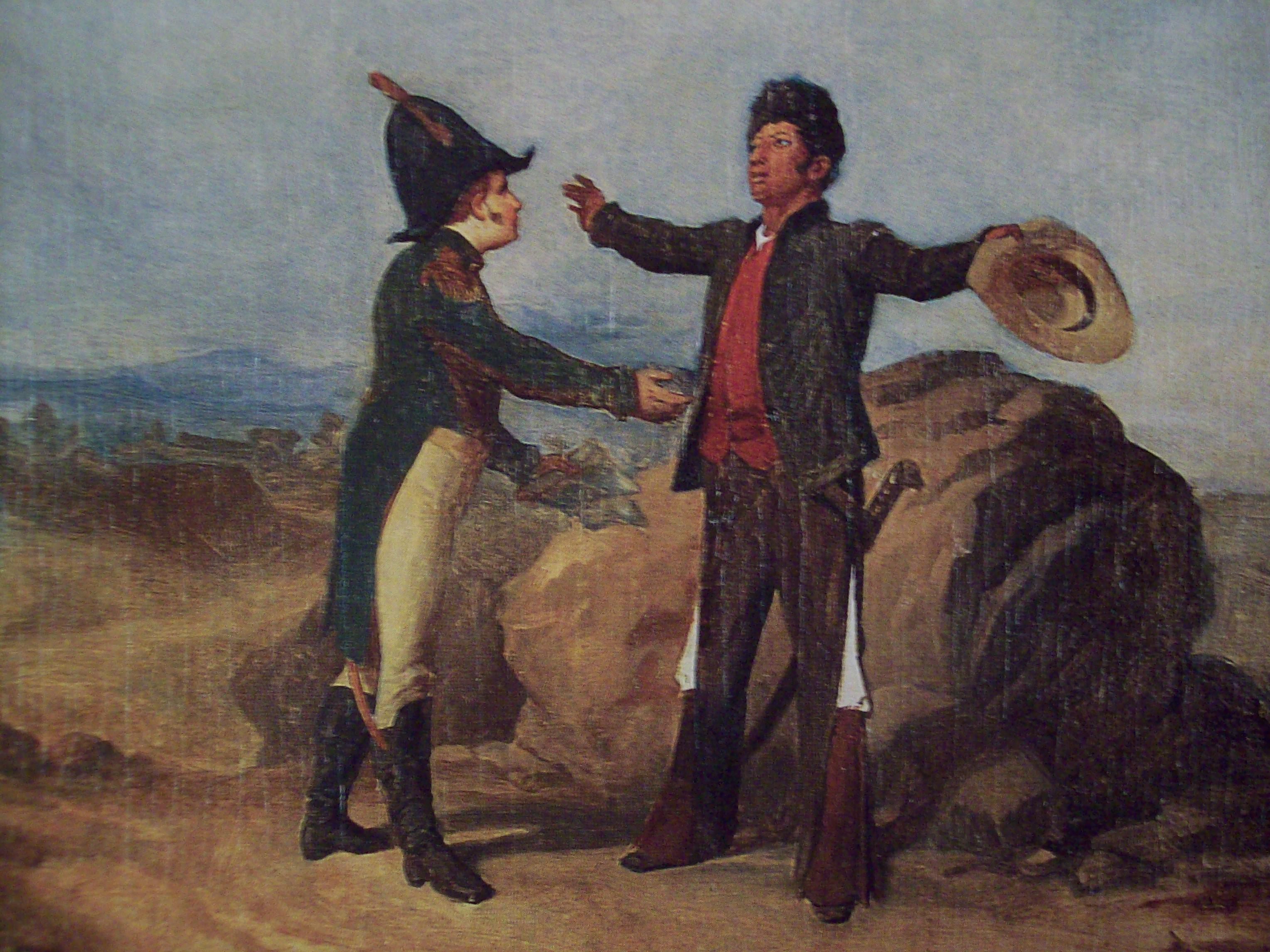
Vicente Guerrero și Agustín de Iturbide în „îmbrățișarea din Acatempan”. În timpul acestei întâlniri ei au căzut de acord să își unească forțele pentru lupta cu armata regalistă.

În ianuarie 1821, Iturbide a început negocierile de pace cu Guerrero, propunându-i acestuia din urmă să își unească forțele pentru proclamarea unui stat independent în Noua Spanie. Termenii simpli propuși de Iturbide au devenit baza Planul de la Iguala: independența Noii Spanii, (denumite în continuare Imperiul Mexican), cu Ferdinand al VII-lea sau alt monarh Bourbon ca împărat; păstrarea statutului Bisericii Catolice de religie oficială a statului și protejarea privilegiilor sale; egalitatea tuturor cetățenilor, indiferent dacă erau născuți în America sau erau emigranți. În luna următoare, un alt lider important al gherilei, Guadalupe Victoria, s-a alăturat alianței și, pe 1 martie, Iturbide a fost proclamat comandantul Armatei celor Trei Garanți.Reprezentantul noului guvern spaniol, Juan O'Donojú, care îl înlocuia pe fostul vicerege, a sosit la Veracruz pe 1 iulie 1821. Aici el a alat că regaliștii dețineau controlul asupra întregii regiuni, cu excepția orașelor Veracruz, Mexico City și Acapulco. Cum, atunci când O'Donojú părăsise Spania, Cortesul luase în considerație o mare extindere a autonomiei posesiunilor de peste mări, O'Donojú a propus negocierea unui tratat cu Iturbide pe baza prevederilor Planului de la Iguala. Rezultatul a fost Tratatul de la Córdoba, care a fost semnat pe 24 august și care păstra toate legile existente, inclusiv Constituția din 1812, până la proclamarea unei noi constituții a Mexicului. O'Donojú a devenit membru al juntei provizorii de guvernare până la decesul său în 8 octombrie. Atât Cortesul Spaniol, cât și Ferdinand al VII-lea, au respins Tratatul de la Córdoba, iar ruptura finală cu țara-mamă a venit la 19 mai 1822, când Congresul Mexican l-a proclamat împărat pe Iturbide.
America Centrală și-a obținut independența odată cu Noua Spanie. Pe 15 septembrie 1821, a fost semnat în Ciudad de Guatemala Actul de Independență prin care statele Americii Centrale - Guatemala, Honduras, El Salvador, Nicaragua și Costa Rica – s-a proclamat independența față de Spania. Elitele regionale și-au exprimat în 1821 sprijinul pentru termenii Planului de la Iguala și au plănuit o uniune a Americii Centrale cu Imperiul Mexican. Doi ani mai târziu, după căderea regimului Iturbide, regiunea, cu excepția statului Chiapas,  s-a separat în mod pașnic de Mexic pe 1 iulie 1823 și s-a proclamat Republica Federală a Americii  Centrale. Noul stat a rezistat încă 17 ani. Forțele politice locale au dus la separarea provinciilor în noi state în 1840.

### America de Sud

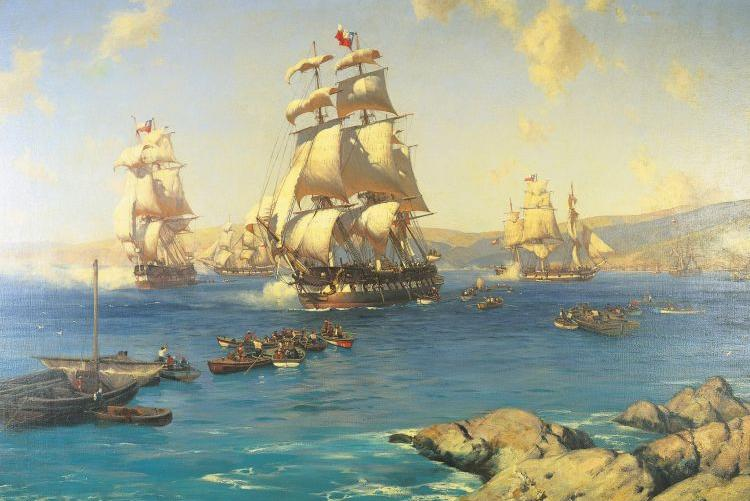
Prima escadră a marinei chiliene a luptat pentru eliberarea Peruului, efectuând raiduri până în apele Californiei împotriva vaselor spaniole

Spere deosebire de Noua Spanie și America Centrală, în America de Sud independența a urmărită de luptătorii pentru libertate printr-o campanie de peste cinci ani. José de San Martín și Simón Bolívar au declanșat în mod neașteptat o operațiune pe întreg continentul. Operațiunea de dublă învăluire declanșată aproape simultan în nordul și sudul Americii de Sud a eliberat cele mai multe națiuni hispano-americane. 
După ce a consolidat independența statului Chile în 1818, San Martín și-a concentrat eforturile pentru construirea unei flote în Oceanul Pacific pentru contracararea eforturilor Imperiului Spaniol pentru controlarea mărilor și pentru atacarea punctelor întărite deținute de regaliști în regiunea orașului Lima. Pe la jumătatea deceniului al treilea, San Martín a mobilizat o flotă de opt vase de război și șaisprezece vase de transport sub comanda amiralului Cochrane. Flota a ridicat ancora din Valparaíso spre Golful Paracas în sudul Peruului. Pe 7 septembrie, militarii au debarcat la Paracas și au cucerit la Pisco. După aceasta, San Martín, în așteptarea unei revolte generalizate a peruvienilor, a ales să evite confruntarea militară directă. San Martín era convins că doar prezența sa va fi capabilă să declanșeze un adevărat război de independență peruvian împotriva dominației spaniole. El considera că orice implicare militară mai înainte de declanșarea unei rebeliuni ar fi făcut ca independența să fie doar efemeră.  Mai înainte de declanșarea oricăror lupte, San Martín s-a angajat în tratative cu viceregele Joaquín de la Pezuela, care avea ordine din partea guvernului constituțional spaniol să negocieze pe baza Constituției spaniole din 1812 și să păstreze unitatea imperiului. Până la urmă, aceste eforturi s-au dovedit a fi inutile, deoarece independența și unitatea imperiului erau ireconciliabile, astfel că armata a fost transportată pe mare la sfârșitul lunii octombrie pe o poziție strategică mai bună în nordul statului Peru Huacho. În următoarele câteva luni, campaniile terestre și navale împotriva regaliștilor încheiate cu succes i-au asigurat lui San Martín controlul asupra unor noi regiuni. Pe când se afla în Huacho, San Martín a aflat că ecuadorienii proclamaseră independența la Guayaquil pe 9 octombrie.
Bolívar, după ce a aflat de rebeliunea din Spania a lui Rafael del Riego, a petrecut întregul an 1820 pregătind campania de eliberarea a Venezuelei. Bolívar a fost favorizat de noile politici ale guvernului spaniol pe care Morillo le-a implementat, după care a renunțat la comanda supremă și s-a întors în Europa. Deși Bolívar a respins propunerile guvernului prin care rebelii erau chemați să se realăture metropolei în condițiile stabilite de Constituție, cele două tabere au căzut de acord pe 25-26 noiembrie să accepte un armistițiu de șase luni și respectarea legilor războiului. Armistițiul nu a fost respectat până la sfârșit. În acel moment devenise evident pentru toată lumea că poziția regaliștilor era puternic slăbită de lipsa întăririlor trimise din Spania. Soldați regaliști sau chiar unități întregi au dezertat sau au trecut de partea rebelilor. Pe 28 ianuarie 1821, ayuntamiento din Maracaibo a proclamat provincia republică independentă și a ales să se alăture noului stat național Columbia Mare. Miguel de la Torre, care îl înlocuise pe Morillo ca șef al armatei, a considerat acest act politic o violare a armistițiului și, deși republicanii declarau că Maracaibo schimbase tabăra prin propria voință și din acest motiv încetarea focului nu fusese încărcată de republicani, ambele tabere au început să se pregătească de război. Soarta independenței Venezuelei a fost decisă când Bolívar s-a reîntors în regiune în aprilie în frunte unei armate de 7.000 de oameni venind din Noua Granadă. În Bătălia de la Carabobo de pe 24 iunie, forțele Marii Columbii au înfrânt în mod decisiv forțele regaliste, victoria garantând independența Venezuelei. Bolívar s-a putut concentra acum asupra pretențiilor Marii Columbii asupra Noii Granade și orașului Quito.

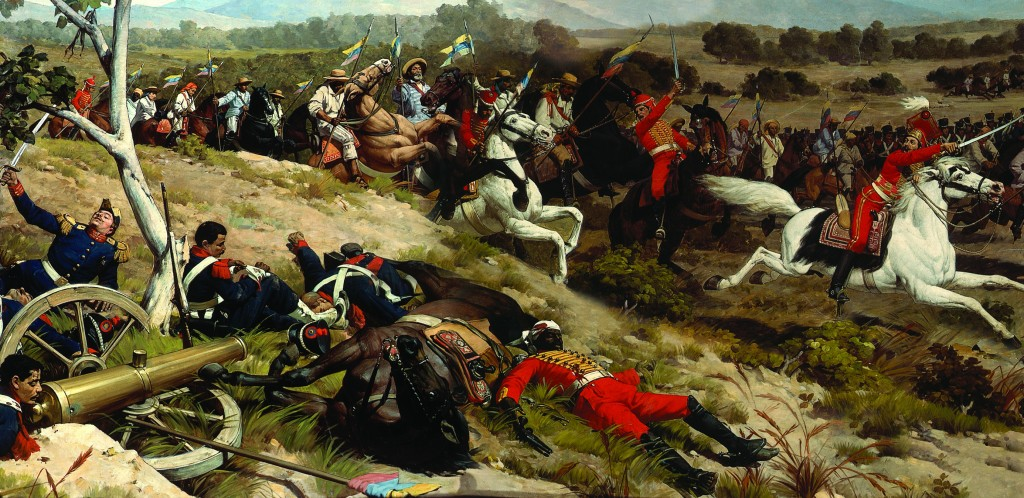
Bătălia de la Carabobo, tablou de Martín Tovar y Tovar

În Peru, viceregele Penzuele a fost înlăturat de la putere pe 29 ianuarie 1821 printr-o lovitură de stat de către José de la Serna, dar doar peste două luni a reușit San Martín să își mute armata mai aproape de Lima, deplasând-o pe calea apelor la Ancón. În următoarele câteva luni, San Martín a iniția din nou negocieri, el propunând crearea unei monarhii independente. La Serna a insistat în schimb pe unitatea monarhiei spaniole, iar negocierile s-au încheiat fără niciun rezultat. Până la începutul lunii iulie, La Serna a ajuns la concluzia că Lima este o poziție greu de apărat și, pe 8 iulie, armata regală a abandonat orașul litoral și s-a deplasat la Cuzco, oraș aflat la 3.399 m altitudine și care a fost proclamat noua capitală a viceregatului. Pe 12 iulie, San Martín a intrat în Lima, pentru ca mai apoi să fie proclamat pe 28 iulie „Protector al Patriei”. Această nouă poziție i-a permis să guverneze noul stat independent.
Pentru ca să se asigure că Președinția din Quito va deveni parte a Marii Columbii și nu rămânea un grup de republici mici și divizate, Bolívar a trimis în februarie 1821 provizii și unități militare sub comanda lui Antonio José de Sucre la Guayaquil. De Sucre nu a fost capabil să cucerească orașul Quito. În noiembrie, ambele tabere, epuizate de lupte, au semnat un armistițiu de nouăzeci de zile. Pe 24 mai 1822, după reizbucnirea luptelor, forțele venezuelene conduse de  următor, de Sucre au obținut victoria în Bătălia de la Pichincha, a ocupat orașul Quito, ceea ce însemna că Columbia Mare și-a asigurat controlul ferm asupra teritoriului. În anul următor, după ce o armată a revoluționarilor peruvieni a fost distrusă în Bătălia de la Ica,San Martín s-a întâlnit cu Simón Bolívar în Guayaquil pe 26 și 27 iulie. După aceea, San Martín a decis să se retragă. Pentru următorii doi ani, două armate de Rioplatense (argentinieni), chilieni, columbieni și peruvieni au fost distruse în timp ce încercau să cucerească bastionul regalist din regiunile  Andean ale Peruului și  Peruului Superior. Un an mai târziu, un congres peruvian a hotărât să-l facă pe Bolívar șef al forțelor patriotice din țară. Conflictul sângeros dintre La Serna și generalul Pedro Antonio Olañeta, care a fost era extensie a Liberal Triennium, s-a dovedit devastator pentru regaliști. La Serna a pierdut controlul asupra a unei jumătăți dintre cele mai bune trupe ale sale până la începutul anului 1824, ceea ce le-a oferit patrioților un avantaj important.

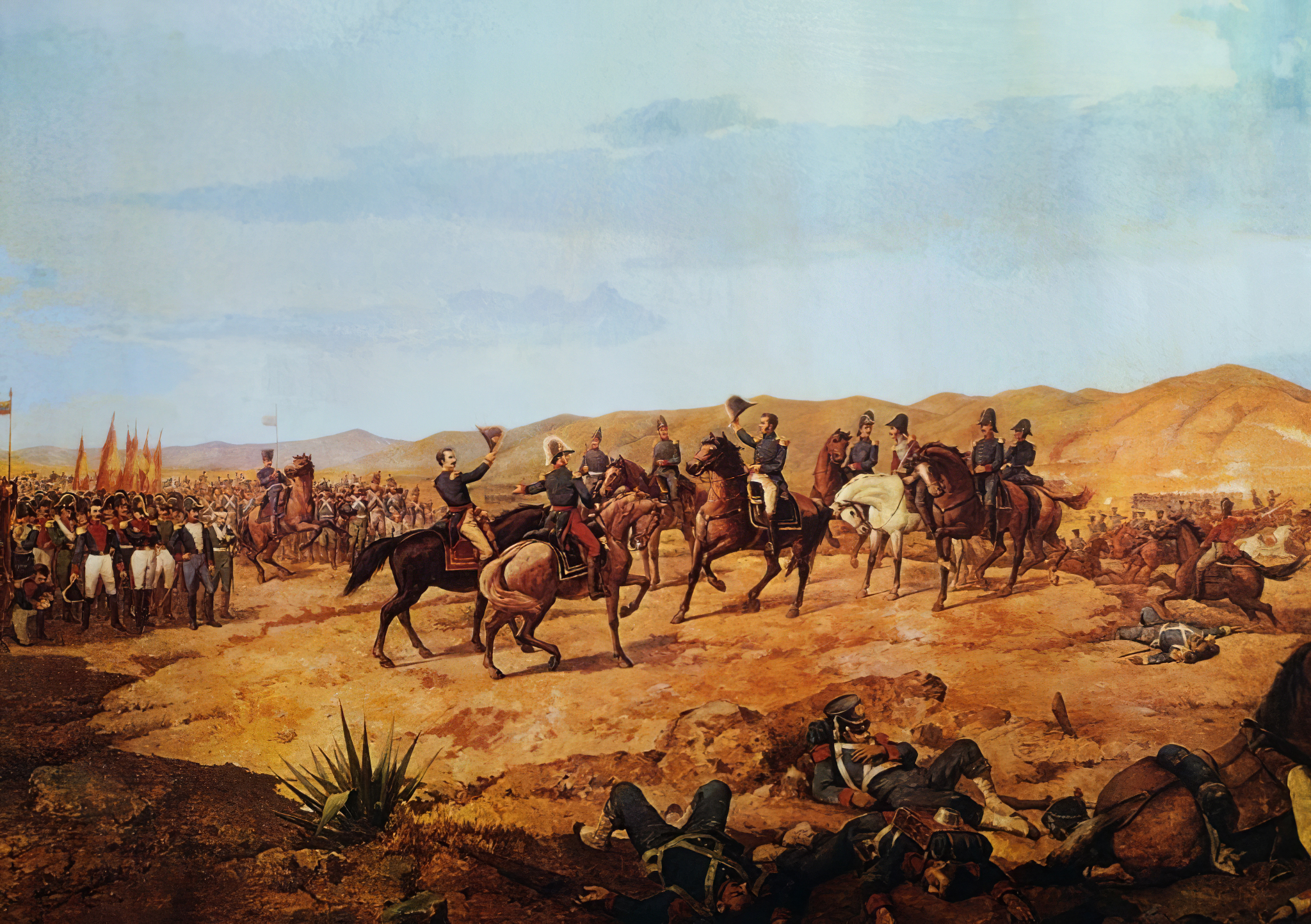
Bătălia de la Ayacucho din Peru a consfințit independența Americii de Sud în 1824

Veteranii experimentați, în special columbieni, al armatelor combinate aflați sub comanda lui Bolívar și Sucre, au distrus armata regalistă a lui la Serna în Bătălia de la Ayacucho de pe 9 decembrie 1824. Armata lui la Serna era superioară din punct de vedere numeric, dar era constituită în principal din noi recruți. Singura regiune importantă rămasă sub controlul regaliștilor era zona muntoasă din Peru Superior. După bătălia de la Ayacucho, unitățile regaliste din Peruul Superior s-au predat după moartea comandantului lor, Olañeta, în provincia Tumusla pe 2 aprilie 1825. Bolívar dorea să păstreze unitatea Peruului cu Peruul Superior, dar liderii Peruului Superior, mulți dintre ei foști regaliști, precum Casimiro Olañeta, nepotul generalului Olañeta, au convocat un congres sub auspiciile lui Sucre, congres care a votat pentru independența regiunii. Bolívar l-a lăsat pe Sucre să ia decizia finală, iar acesta din urmă a adoptat poziția congresului. Sucre a proclamat independența țări în orașul care îi poartă azi numele pe 6 august. Odată cu acest eveniment, au luat sfârși principalele războaie de independență.
După ce a devenit clar că nu există vreo posibilitate ca satele hispano-americane să revină sub controlul Spaniei, câteva dintre noile state au început să fie recunoscute internațional. Încă din 1822, SUA a recunoscut Chile, Provinciile Unite ale Río de la Plata, Peru, Columbia Mare și Mexicul. Regatul Unit a aștepta până după bătălia de la Ayacucho, până în 1825, să recunoască Mexicul, Columbia Mare și Río de la Plata. Ambele guverne au continuat să recunoască statele din fosta Spanie Americaă în următori ani.

### Ultimele bastioane regaliste

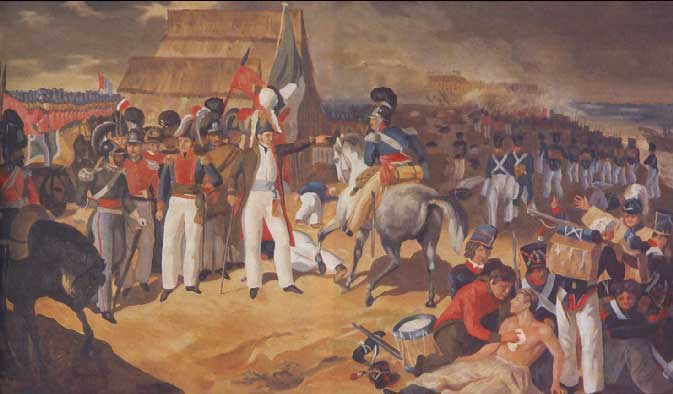
Spania nu a reușit să recucerească Mexicul, fiind învinsă în Bătăia de la Tampico din in 1829

Fortificațiile litorale din Veracruz, Callao și Chiloé au rămas sub comanda regaliștilor până în 1825, respectiv 1826. În deceniul următor, gherilele regaliste au continuat să opereze în mai multe state din regiune, iar Spania a lansat câteva atacuri pentru recuperarea unor zone din Spania Americană. În 1827, colonelul José Arizabalo a început un război al milițiilor regaliste cu gherilele venezuelene, iar generalu-brigadier Isidro Barradas a condus în 1829 ultima tentativă a unei armate regulate de recucerire a Mexicului. Frații Pincheira a fugit în Patagonia, unde au continuat lupta ca proscriși regaliști până în 1832, când a fost definitiv înfrânți. Toate aceste eforturi ale regaliștilor nu a inversat însă cursul politic, iar noile state și-au continuat consolidarea independenței.
Scăderea treptată a puterii și influenței Sfintei Alianțe de după anul 1825 și prăbușirea dinastiei Bourbon în Franța în 1830 după Revoluția din Iulie au eliminat principalele elemente de sprijin al lui Ferdinand al VII-lea în Europa. Cu toate acestea, doar după moartea regelui în 1833, Spania a abandonat în cele din urmă toate planurile de recucerire militară a Spaniei Americane, iar, în 1836 Madridul a mers până acolo încât a renunțat la pretențiile asupra tuturor teritoriilor continentale americane. După aceasta, Spania a recunoscut pe rând fiecare nou stat independent. Doar Cuba și Puerto Rico au rămas sub controlul spaniol până în 1898, când a pierdut și aceste ultime domenii după Războiul hispano-american. 

## Independența și efectele ei

### Economia
Cei aproape cincisprezece ani de război au slăbit foarte mult economiile Americii Spaniole și instituțiile sale politice, a afectat potențialul regiunii de  dezvoltare pentru aproape tot restul secolului și a provocat o instabilitate accentuată în regiune. Independența a distrus de facto blocul comercial care fusese Imperiul Spaniol. După cucerirea independenței, comerțul dintre noile națiuni hispano-americane era mult mai scăzut decât în perioada colonială. Odată ce legăturile au fost întrerupte, populația redusă numeric al noilor state independente nu a reușit să stimuleze producătorii hispano-americani să producă pentru renaștere vechilor modele comerciale. În plus, protecția împotriva competitorilor europeni, asigurată de monopolul spaniol s-a terminat. Pentru că tarifele protecționiste pentru unele sectoare economice, în mod special pentru produsele textile, au fost anulate permanent, iar importurile au ruinat producătorii locali, care nu au putut face față competiției. Acest fenomen a afecta profund comunitățile locale ale populației băștinașe, care în multe regiuni ale Americii Latine se specializaseră în vânzarea de produse manufacturate cu tehnologii din era industrială pe piețele marilor orașe. Războaiele au afectat unul dintre sectoarele economice principale ale regiunii – mineritul. Producția de argint din Bolivia a scăzut la jumătate după obținerea independenței, iar în cazul Mexicului scăderea a fost de trei sferturi. Orașele dependente de activitatea comerțul pe mare precum Valdivia au fost lovite de criză după prăbușirea sistemului economic colonial.
Politica comercială externă a variat în noile state independente. Unele dintre ele precum Provinciile Unite ale Río de la Plata și Peru au aplicat politici protecționiste, în vreme ce Chile a fost mai deschis la comerțul internațional liber, apelând totuși la o versiune a neomercantilismului.
Pentru compensarea lipsei de capital, au fost curtați investirii străini, în special cei din Regatul Unit, dar intrările de capital străin nu au fost suficient de importante pentru refacerea economiei. În cele din urmă, noile națiuni au intrat în circuitul economic  mondial la sfârșitul războaielor  Revoluției Franceze și napoleoniene, când economiile europene și ale SUA încercau să își revină din criză și cautau agresiv noi piețe unde să își vândă produsele după mai mult de două decenii de turbulențe. Până la urmă, statele hispano-americane au intrat pe piața mondială doar ca exportatoare de materii prime și importatoare de produse finite.

### Societatea
În afară de îmbunătățirea stării economiei, clasele sociale defavorizate au trebuit să fie integrate în ordine statala, deși de cele mai multe ori acestea au beneficiat prea puțin de pe urma câștigării independenței. Lupta politică care căuta răspunsuri la aceste probleme a fost marcată de confruntarea care s-a mutat de pe câmpurile conflictelor armate în zona înfruntării dintre liberalism și conservatorism. Conservatorii căutau să mențină structurile sociale tradițional pentru asigurarea stabilității. Liberalii urmăreau crearea unor societăți și economii mai dinamice prin desființarea diferențelor sociale bazate pe etnie și eliberarea economiei de restricțiile artificiale. În lupta pentru transformarea societății, liberalii au adoptat de multe ori politici care nu au fost bine primite de comunitățile populației băștinașe, care fuseseră beneficiarele protecției asigurate de legile tradiționale spaniole.
Independența a inițiat în cele din urmă și abolirea sclaviei în America Spaniolă, aceasta fiind văzută ca o parte a luptei pentru independență, de vreme ce mulți sclavi și-au câștigat dezrobirea prin înrolarea în trupele revoluționare. În regiunile în care sclavia nu era principala sursă de forță de muncă (Mexic, America Centrală, Chile), eliberarea sclavilor a avut loc aproape imediat după cucerirea independenței. Acolo unde sclavii reprezentau principala forță de muncă, (Columbia, Venezuela, Peru, Argentina), eliberarea sclavilor a avut loc în etape în următorii treizeci de ani, de obicei prin promulgarea legilor „libertății uterului” (prin care copiilor sclavelor se nășteau oameni liberi) și programe pentru  eliberare cu compensație. În a doua jumătate a secolului al XIX-lea, sclavia fusese abolită în toate națiunile independente din America Spaniolă.

### Rolul femeilor

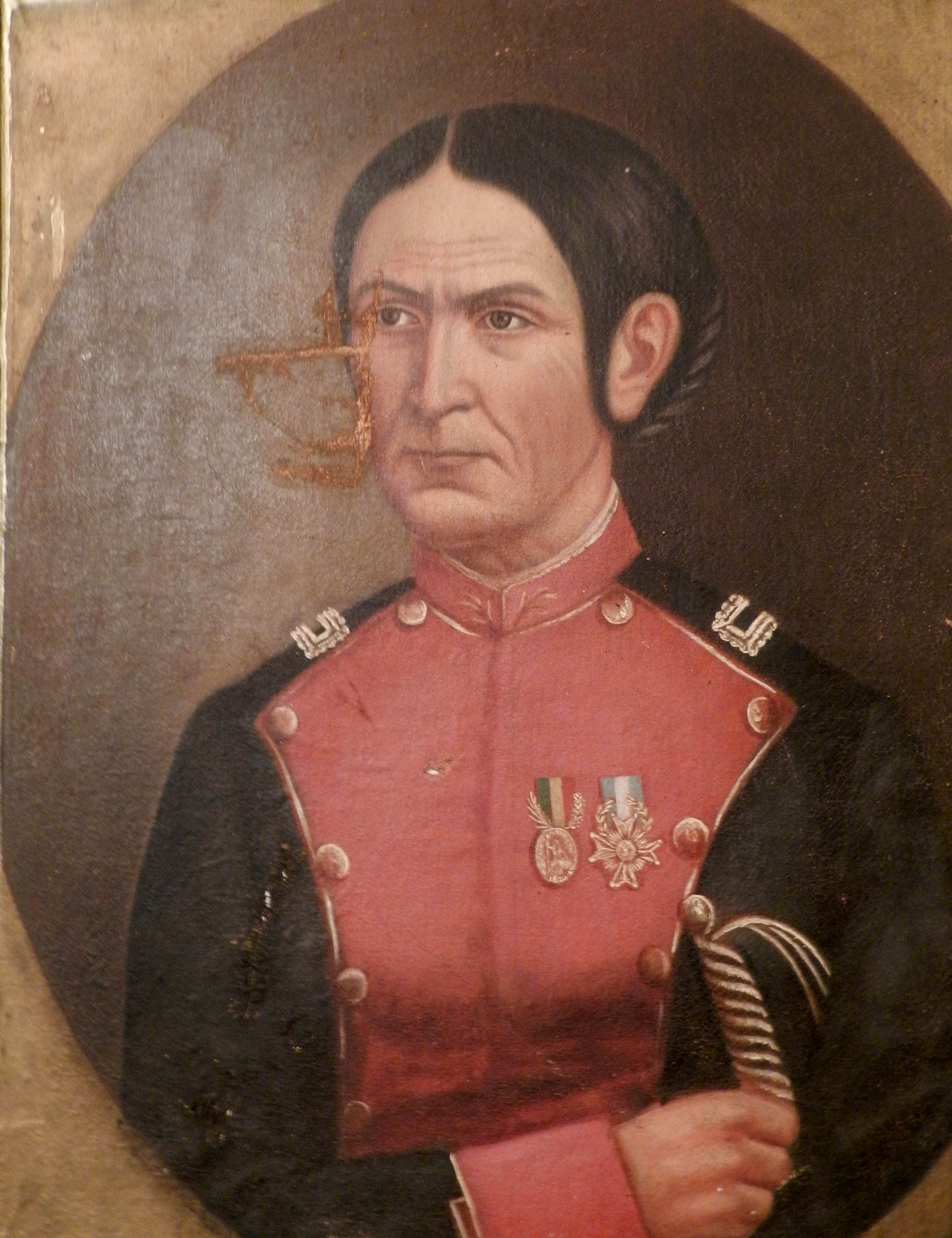
Juana Azurduy de Padilla

Femeile nu au fost simpli spectatori ai Războaielor de Independență din America Latină. Multe femei s-au implicat din punct de vedere politic și s-au alăturat mișcărilor de independență, participând la diferite niveluri la luptă. Dacă nu puteau lupta, femeile acționau în sprijinul apropiaților lor – fii, frați, soți sau tați. Femeile au creat organizații politice și au convocat întâlniri și format grupuri pentru donarea de alimente și provizii pentru soldați. 
Au fost femei care au participat la război ca spioni, informatori sau soldați. Manuela Sáenz a fost iubita lui Simón Bolívar și a fost nu doar confidenta sau secretara lui, dar s-a implicat și în acțiuni de spionaj în favoarea revoluționarilor. Ea i-a salvat viața lui Bolivar de două ori, a îngrijit soldații răniți și unii istorici afirmă că a participat cu arma în mână la câteva bătălii. Sáenz i-a fost alături lui Bolívar de-a lungul războaielor de independență și a devenit cunoscută în America Latină ca „mamă a feminismului și a emancipării femeilor și a drepturilor egale”. 
Bolívar a fost la rândul lui un sprijinitor al drepturilor femeilor și în particular la dreptul la vot al acestora în America Latină. Bolívar a fost cel care a încurajat-o pe Sáenz să devină exemplul luptei pentru libertatea femeilor. El visa să asigure femeilor latino-americane libertatea față de regimul inferiorității și opresiunii pe care regimul spaniol în stabilise. Bolívar a mers până acolo încât a înaintat-o pe Sáenz la gradul de colonel al armatei columbiene, ca răsplată pentru faptele sale eroice, ceea ce a produs controverse în epocă, deoarece în acea vreme nu era nicio femeie-soldat în armată. O altă femeie care s-a evidențiat în lupta pentru independență a fost Juana Azurduy de Padilla, o metisă care a luptat în regiunea Río de la Plata. Președintele Argentinei Cristina Fernández de Kirchner a promovat-o postmortem pe Padilla la gradul de general.
Conform cu stereotipurile misogine, femeile nu erau menite să fie soldați; numai bărbații trebuiau să se angajeze în lupte și în războaie. Cu toate acestea, pe câmpurile de luptă au fost prezente multe femei, care au ajutat la salvarea și îngrijirea soldaților. Mai mult chiar, au existat femei care au luptat alături de soții și fii lor. Majoritatea femeilor și-au asumat roluri de sprijin, necombatante precum strângerea de fonduri sau îngrijirea bolnavilor. Revoluția a însemnat ceva diferit pentru femei decât pentru bărbați. Femeile au considerat revoluția ca o cale pentru cucerirea drepturilor egale, precum dreptul la vot, și pentru depășirea stării asuprire și de subordonare de față de bărbat. 
În general, femeile au fost considerate victime în timpul războaielor de independență, de vreme ce femeile latino-americane au fost forțate să se sacrifice pentru cauză. Idealurile feminității din acea vreme presupunea că o femeie trebuia să sacrifice totul pe altarul luptei – mama își sacrifica fiul, sau virgina își sacrifica tinerețea, știind că ar fi posibil să nu poată să se căsătorească și să aibă copii datorită pierderii tinerilor soldați pe câmpul de luptă. Această abordare însemna că femeile contribuiau la obținerea independenței prin sprijinirea bărbaților, lăsând luptele și politică în seama bărbaților.

### Politica și puterea guvernamentală

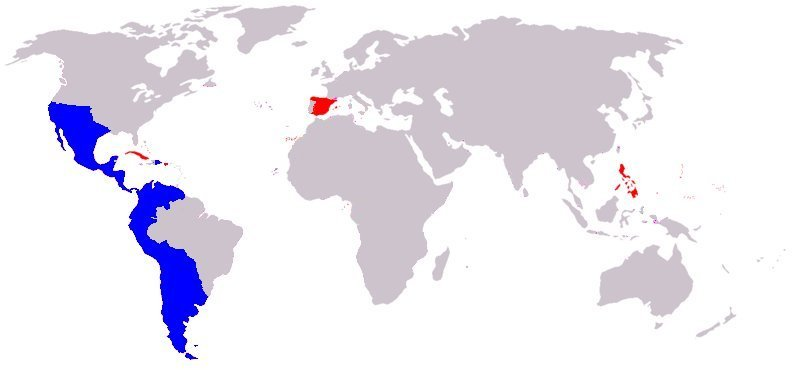
Harta teritoriilor care și-au proclamat independența în timpul acestor răboaie (albastru)

Independența nu a dus la stabilizarea regimurilor politice, cu excepția câtorva țări. În primul rând, noile națiuni nu aveau identități bine definite, ci mai degrabă procesul de creare a identităților abia începea. Acest lucru avea să fie realizat prin intermediul ziarelor, crearea unor simboluri naționale, inclusiv denumiri noi pentru țări  -„Mexic”, „Columbia”, „Ecuador”, „Bolivia”, „Argentina” – prin care s-a încercat ruperea cu trecutul imperial. În plus, granițele nu au fost bine stabilite, iar lupta dintre federalism și centralism, care începuse odată cu proclamarea independenței, a continuat tot restul secolului. Două state întinse care au apărut în timpul războaielor  - Columbia Mare și Republica Federală a Americii Centrale — s-au prăbușit după câțiva ani, iar Argentina nu avea să se consolideze  să se consolideze  din punct de vedere politic decât în deceniul al șaptelea al secolului al XIX-lea.
Războaiele au distrus vechea birocrație civilă care a guvernat regiunea timp de secole, instituții precum  audiencias au fost eliminate și mulți oficiali „peninsulari” au fugit în Spania. Biserica Catolică, care a reprezentat o instituție socială și politică importantă în timpul perioadei coloniale, a fost foarte slăbită la sfârșitul conflictelor. Ca și în cazul oficialilor guvernamentali, mulți episcopi „peninsulari” și-au abandonat eparhiile și posturile lor nu au fost ocupate de zeci de ani, până când s-au putut hirotoni noi prelați, iar legăturile dintre noile națiuni și Vatican au fost reglementate. Mai apoi, în vreme ce biserica își revenea, pozițiile sale economice și politice au fost atacate de liberali.
În ciuda faptului că perioada războaielor de independență a fost marcată de dezvoltarea puternică a democrației reprezentative, viața noilor națiuni a fost marcată pentru mai multe decenii în secolul al XIX-lea de militarism, datorită lipsei unor instituții naționale și politice bine definite. Armatele și ofițerii care au apărut în timpul războaielor pentru independență au dorit să se asigure că sunt răsplătiți corespunzător după încetarea luptelor. Multe dintre aceste armate nu s-au desființat de îndată ce războaiele s-au încheiat și s-au dovedit a fi una dintre cele mai stabile instituții din primele decenii ale existenței naționale. Aceste armate și liderii lor au influențat efectiv evoluția politicii naționale. Din această nouă tradiție au apărut caudillos, oamenii forte care au acumulat putere economică, militară și politică oficială și neoficială.

### America Hispanică și Spania
- Adelman, Jeremy. Sovereignty and Revolution in the Iberian Atlantic. Princeton University Press 2006. ISBN: 978-0691142777
- Andrews, George Reid. "Spanish American independence: A structural analysis." Latin American Perspectives (1985): 105-132. online[nefuncțională]
- Andrien, Kenneth J. and Lyman L. Johnson. The Political Economy of Spanish America in the Age of Revolution, 1750–1850. Albuquerque, University of New Mexico Press, 1994. ISBN: 978-0-8263-1489-5
- Anna, Timothy.. Spain & the Loss of Empire. Lincoln, University of Nebraska Press, 1983. ISBN: 978-0-8032-1014-1
- Archer, Christon I., ed.. The Wars of Independence in Spanish America. Willmington, SR Books, 2000. ISBN: 0-8420-2469-7
- Benson, Nettie Lee. Mexico and the Spanish Cortes, 1810-1822. Austin: University of Texas Press 1966. ISBN: 1477304037
- Brading, D.A. The First America: The Spanish Monarchy, Creole Patriots and the Liberal State, 1492–1867. Cambridge University Press, 1991. ISBN: 0-521-44796-8
- Chasteen, John Charles. Americanos: Latin America's Struggle for Independence. Oxford University Press, 2008. ISBN: 978-0-19-517881-4
- Costeloe, Michael P. Response to Revolution: Imperial Spain and the Spanish American Revolutions, 1810–1840. Cambridge University Press, 1986. ISBN: 978-0-521-32083-2
- Domínguez, Jorge I. Insurrection or Loyalty: The Breakdown of the Spanish American Empire. Cambridge, Harvard University Press, 1980. ISBN: 978-0-674-45635-8
- Graham, Richard. Independence in Latin America: A Comparative Approach (2nd edition). McGraw-Hill, 1994. ISBN: 0-07-024008-6
- Hamnett, Brian. The End of Iberian Rule on the American Continent, 1770-1830. Cambridge: Cambridge University Press 2017. ISBN: 978-1316626634
- Harvey, Robert. "Liberators: Latin America`s Struggle For Independence, 1810–1830". John Murray, London (2000). ISBN: 0-7195-5566-3
- Higgins, James (editor). The Emancipation of Peru: British Eyewitness Accounts, 2014. Online at https://sites.google.com/site/jhemanperu
- Humphreys, R. A., and John Lynch (editors). The Origins of the Latin American Revolutions, 1808–1826. New York, Alfred A. Knopf, 1965.
- Kinsbruner, Jay. The Spanish-American Independence Movement. (Krieger Publishing Company, 1976). ISBN: 978-0-88275-428-4
- Kinsbruner, Jay. Independence in Spanish America: Civil Wars, Revolutions, and Underdevelopment (2nd ed. University of New Mexico Press, 2000). ISBN: 0-8263-2177-1
- Ladd, Doris M. The Mexican Nobility at Independence, 1780-1826. Austin: University of Texas Press 1976.
- Lynch, John. Caudillos in Spanish America, 1800–1850. Oxford, Clarendon Press, 1992. ISBN: 0-19-821135-X
- Lynch, John. The Spanish American Revolutions, 1808–1826 (2nd edition). New York, W. W. Norton & Company, 1986. ISBN: 0-393-95537-0
- Lynch, John, ed. Latin American Revolutions, 1808-1826: Old and New World Origins  (1995) 424pp; essays by scholars
- McFarlane, Anthony. War and Independence in Spanish America;;. Routledge, 2014. ISBN: 978-1-85728-782-0
- Méndez, Cecilia. "Incas si, Indios no: Notes on Peruvian Creole Nationalism and Its Contemporary Crisis." Journal of Latin American Studies, 28 (1) (Feb. 1996) pp. 197-225.
- Ossa Santa Cruz, Juan Luis. Armies, Politics, and Revolution: Chile 1808-1826. Liverpool 2014.
- Rodríguez O., Jaime E. The Independence of Spanish America. Cambridge University Press, 1998. ISBN: 0-521-62673-0

### Implicarea internațională
- Bartley, Russell H. Imperial Russia and the Struggle for Latin American Independence, 1808-1828. Austin: University of Texas Press 1978. ISBN: 978-0292738126
- Brown, Matthew. Adventuring through Spanish Colonies: Simón Bolívar, Foreign Mercenaries and the Birth of New Nations. Liverpool University Press, 2006. ISBN: 1-84631-044-X
- Hasbrouck, Alfred. Foreign Legionaries in the Liberation of Spanish South America. New York: Octagon Books, 1969.
- Hughes, Ben. Conquer or Die!: Wellington’s Veterans and the Liberation of the New World, Osprey 2010. ISBN: 978-1849081832
- Kaufman, William W. British Policy and the Independence of Latin America, 1804–1828. New Haven, Yale University Press, 1951.
- Robertson, William Spence. France and Latin American Independence. (1939)
- Rodríguez, Moises Enrique. Freedom's Mercenaries: British Volunteers in the Wars of Independence of Latin America, 2 vols. Lanham, Hamilton Books, University Press of America, 2006. ISBN: 978-0-7618-3438-0
- Whitaker, Arthur P. The United States and the Independence of Latin America, 1800–1830. Baltimore, Johns Hopkins University Press, 1941.

### Istorie
- Adelman, Jeremy. "Independence in Latin America" in The Oxford Handbook of Latin American History, José C. Moya, ed. New York: Oxford University Press 2011, pp. 153-180.
- Hensel, Silke. "Was There an Age of Revolution in Latin America?: New Literature on Latin American Independence." Latin American Research Review (2003) 38#3 pp: 237-249. online
- Uribe, Victor M. "The Enigma of Latin American Independence: Analyses of the Last Ten Years," Latin American Research Review (1997) 32#1 pp. 236–255 in JSTOR